# Siebel Open 2002 - Qualificazioni singolare
Le qualificazioni del singolare  dello  Siebel Open 2002 sono state un torneo di tennis preliminare per accedere alla fase finale della manifestazione. I vincitori dell'ultimo turno sono entrati di diritto nel tabellone principale. In caso di ritiro di uno o più giocatori aventi diritto a questi sono subentrati i lucky loser, ossia i giocatori che hanno perso nell'ultimo turno ma che avevano una classifica più alta rispetto agli altri partecipanti che avevano comunque perso nel turno finale.
Le qualificazioni del torneo Siebel Open 2002 prevedevano 32 partecipanti di cui 4 sono entrati nel tabellone principale.

## Teste di serie
1. Taylor Dent (Qualificato)
2. Noam Okun (ultimo turno)
3. Joan Balcells (Qualificato)
4. Cecil Mamiit (Qualificato)

1. Martin Verkerk (primo turno)
2. Jeff Morrison (ultimo turno)
3. Wayne Black (ultimo turno)
4. Kevin Kim (ultimo turno)

## Qualificati
1. Taylor Dent
2. Justin Gimelstob

1. Joan Balcells
2. Cecil Mamiit

## Tabellone

### Legenda
| - Q = Qualificato - WC = Wild card - LL = Lucky loser | - ALT = Alternate - SE = Special Exempt - PR = Protected Ranking | - w/o = Walkover - r = Ritirato - d = Squalificato |

### Sezione 1
|  | Primo turno | Primo turno    | Primo turno | Primo turno | Primo turno |  |  | Secondo turno | Secondo turno | Secondo turno | Secondo turno | Secondo turno |    |   | Ultimo turno | Ultimo turno | Ultimo turno | Ultimo turno | Ultimo turno |  |
|  |             |                |             |             |             |  |  |               |               |               |               |               |    |   |              |              |              |              |              |  |
|  |             |                |             |             |             |  |  |               |               |               |               |               |    |   |              |              |              |              |              |  |
|  |             |                |             |             |             |  |  | 1             | Taylor Dent   | Taylor Dent   | 6             | 6             |    |   |              |              |              |              |              |  |
|  | Petr Luxa   | Petr Luxa      | Petr Luxa   | 6           | 6           |  |  |               | Petr Luxa     | Petr Luxa     | 3             | 2             |    |   |              |              |              |              |              |  |
|  | Devin Bowen | Devin Bowen    | Devin Bowen | 0           | 1           |  |  |               |               |               |               |               |    |   | 1            | Taylor Dent  | Taylor Dent  | 7            | 6            |  |
|  | Leoš Friedl | Leoš Friedl    | Leoš Friedl | 7           | 6           |  |  |               |               | 8             | Kevin Kim     | Kevin Kim     | 65 | 3 |              |              |              |              |              |  |
|  | Eric Basica | Eric Basica    | Eric Basica | 5           | 2           |  |  |               | Leoš Friedl   | Leoš Friedl   | 5             | 2             |    |   |              |              |              |              |              |  |
|  | 8           | Kevin Kim      | 6           | 1           | 6           |  |  | 8             | Kevin Kim     | Kevin Kim     | 7             | 6             |    |   |              |              |              |              |              |  |
|  |             | Michael Jessup | 1           | 6           | 4           |  |  |               |               |               |               |               |    |   |              |              |              |              |              |  |

### Sezione 2
|  | Primo turno             | Primo turno             | Primo turno             | Primo turno | Primo turno |  |  | Secondo turno    | Secondo turno    | Secondo turno    | Secondo turno    | Secondo turno    |   |   | Ultimo turno | Ultimo turno | Ultimo turno | Ultimo turno | Ultimo turno |  |
|  |                         |                         |                         |             |             |  |  |                  |                  |                  |                  |                  |   |   |              |              |              |              |              |  |
|  | 2                       | Noam Okun               | Noam Okun               | 6           | 6           |  |  |                  |                  |                  |                  |                  |   |   |              |              |              |              |              |  |
|  |                         | Mark Keil               | Mark Keil               | 2           | 2           |  |  | 2                | Noam Okun        | 6                | 65               | 6                |   |   |              |              |              |              |              |  |
|  | Robert Kendrick         | Robert Kendrick         | Robert Kendrick         | 6           | 6           |  |  |                  | Robert Kendrick  | 1                | 7                | 4                |   |   |              |              |              |              |              |  |
|  | Juan-Albert Viloca-Puig | Juan-Albert Viloca-Puig | Juan-Albert Viloca-Puig | 3           | 4           |  |  |                  |                  |                  |                  |                  |   |   | 2            | Noam Okun    | Noam Okun    | 2            | 3            |  |
|  | Jeff Salzenstein        | Jeff Salzenstein        | Jeff Salzenstein        | 7           | 7           |  |  |                  |                  |                  | Justin Gimelstob | Justin Gimelstob | 6 | 6 |              |              |              |              |              |  |
|  | Paul Goldstein          | Paul Goldstein          | Paul Goldstein          | 68          | 68          |  |  | Jeff Salzenstein | Jeff Salzenstein | Jeff Salzenstein | 65               | 5                |   |   |              |              |              |              |              |  |
|  |                         | Justin Gimelstob        | Justin Gimelstob        | 6           | 6           |  |  | Justin Gimelstob | Justin Gimelstob | Justin Gimelstob | 7                | 7                |   |   |              |              |              |              |              |  |
|  | 5                       | Martin Verkerk          | Martin Verkerk          | 4           | 2           |  |  |                  |                  |                  |                  |                  |   |   |              |              |              |              |              |  |

### Sezione 3
|  | Primo turno   | Primo turno      | Primo turno      | Primo turno | Primo turno |  |  | Secondo turno | Secondo turno | Secondo turno | Secondo turno | Secondo turno |   |   | Ultimo turno | Ultimo turno  | Ultimo turno  | Ultimo turno | Ultimo turno |  |
|  |               |                  |                  |             |             |  |  |               |               |               |               |               |   |   |              |               |               |              |              |  |
|  | 3             | Joan Balcells    | Joan Balcells    | 6           | 6           |  |  |               |               |               |               |               |   |   |              |               |               |              |              |  |
|  |               | Filippo Volandri | Filippo Volandri | 4           | 3           |  |  | 3             | Joan Balcells | Joan Balcells | 6             | 6             |   |   |              |               |               |              |              |  |
|  | Michael Joyce | Michael Joyce    | 4                | 6           | 6           |  |  |               | Michael Joyce | Michael Joyce | 4             | 1             |   |   |              |               |               |              |              |  |
|  | Scott Draper  | Scott Draper     | 6                | 3           | 4           |  |  |               |               |               |               |               |   |   | 3            | Joan Balcells | Joan Balcells | 6            | 6            |  |
|  | Witold Cudny  | Witold Cudny     | Witold Cudny     | 6           | 6           |  |  |               |               | 7             | Wayne Black   | Wayne Black   | 2 | 3 |              |               |               |              |              |  |
|  | Parsa Samii   | Parsa Samii      | Parsa Samii      | 1           | 4           |  |  |               | Witold Cudny  | Witold Cudny  | 4             | 2             |   |   |              |               |               |              |              |  |
|  | 7             | Wayne Black      | Wayne Black      | 7           | 6           |  |  | 7             | Wayne Black   | Wayne Black   | 6             | 6             |   |   |              |               |               |              |              |  |
|  |               | Brandon Coupe    | Brandon Coupe    | 5           | 1           |  |  |               |               |               |               |               |   |   |              |               |               |              |              |  |

### Sezione 4
|  | Primo turno      | Primo turno       | Primo turno   | Primo turno | Primo turno |  |  | Secondo turno | Secondo turno    | Secondo turno    | Secondo turno | Secondo turno |   |    | Ultimo turno | Ultimo turno | Ultimo turno | Ultimo turno | Ultimo turno |  |
|  |                  |                   |               |             |             |  |  |               |                  |                  |               |               |   |    |              |              |              |              |              |  |
|  | 4                | Cecil Mamiit      | 6             | 4           | 6           |  |  |               |                  |                  |               |               |   |    |              |              |              |              |              |  |
|  |                  | Alexander Reichel | 4             | 6           | 1           |  |  | 4             | Cecil Mamiit     | Cecil Mamiit     | 6             | 7             |   |    |              |              |              |              |              |  |
|  | Kristian Capalik | Kristian Capalik  | 69            | 6           | 6           |  |  |               | Kristian Capalik | Kristian Capalik | 4             | 62            |   |    |              |              |              |              |              |  |
|  | Scott Humphries  | Scott Humphries   | 7             | 4           | 1           |  |  |               |                  |                  |               |               |   |    | 4            | Cecil Mamiit | Cecil Mamiit | 6            | 7            |  |
|  | Ronald Agénor    | Ronald Agénor     | Ronald Agénor | 6           | 6           |  |  |               |                  | 6                | Jeff Morrison | Jeff Morrison | 4 | 63 |              |              |              |              |              |  |
|  | James Pade       | James Pade        | James Pade    | 1           | 1           |  |  |               | Ronald Agénor    | 1                | 7             | 4             |   |    |              |              |              |              |              |  |
|  | 6                | Jeff Morrison     | 2             | 7           | 6           |  |  | 6             | Jeff Morrison    | 6                | 65            | 6             |   |    |              |              |              |              |              |  |
|  |                  | Jeff Greenwald    | 6             | 5           | 3           |  |  |               |                  |                  |               |               |   |    |              |              |              |              |              |  |